# Rusia la Concursul Muzical Eurovision Junior 2010
Rusia, în 2010, la Concursul Muzical Eurovision Junior, a fost reprezentată de Sasha Lazin și Liza Drozd, obținând locul 2 cu 119 puncte. 